# Het Ene
Het Ene of het Goede is een filosofisch concept dat verwijst naar de ultieme, ondeelbare bron van alle bestaan. Het begrip komt voornamelijk uit het neoplatonisme, vooral uit het werk van Plotinus, een filosoof uit de 3e eeuw na Christus. Ondanks dat het concept van het Ene nooit expliciet gedefinieerd wordt door Plotinus, is het toch het fundament van zijn filosofie.
In de filosofie van Plotinus staan drie fundamentele principes centraal: het Ene, het Intellect en de Ziel. Het Ene is de ultieme bron van alle bestaan, absoluut simpel en zonder eigenschappen, en is voorbij het zijn. Het Ene veroorzaakt het Intellect, dat vervolgens de Ziel voortbrengt.
Het Ene is een fundamenteel, maar abstract concept dat de hoogste realiteit vertegenwoordigt en voorbij gaat aan alle zintuiglijke waarneming en verstandelijk begrip. Dit principe is ondefinieerbaar omdat elke poging tot definitie de transcendentie ervan zou beperken. Het kan niet volledig begrepen worden door menselijke taal of concepten en kan geen naam of beschrijving krijgen die zijn perfecte eenvoud weergeeft. Als de ultieme bron van alles, bevindt het Ene zich buiten het bereik van bestaande dingen en entiteiten. Kennis van het Ene kan niet verkregen worden door rationeel denken, maar alleen via een mystieke of contemplatieve ervaring die leidt tot een eenheid met dit opperste principe. Het idee is dat het Ene niet handelt of verandert zoals dingen in de wereld dat doen; het is meer als een aanwezige kracht of mogelijkheid die er altijd is, waardoor alles bestaat en functioneert. In die zin is het Ene de basis van alles zonder zelf een ding te zijn.